# París-Tours 1986
La París-Tours 1986 (también llamada Gran Premio de Otoño) fue la 80.ª edición de la clásica París-Tours. Se disputó el 12 de octubre de 1986 y el vencedor final fue el australiano Phil Anderson del equipo Panasonic.

## Clasificación general
|    | Ciclista           | Equipo                      | Tiempo     |
| -- | ------------------ | --------------------------- | ---------- |
| 1  | Phil Anderson      | Panasonic                   | 6h 13' 07" |
| 2  | Jean-Louis Peillon | R.M.O.                      | m. t.      |
| 3  | Charly Mottet      | Systeme U                   | m. t.      |
| 4  | Adri van der Poel  | Kwantum                     | a 54"      |
| 5  | Jörg Müller        | Kas                         | a 57"      |
| 6  | Sean Kelly         | Kas                         | a 1'03"    |
| 7  | Jozef Lieckens     | Lotto-Emerxil-Merckx        | m. t.      |
| 8  | Acácio da Silva    | Malvor-Bottecchia-Vaporella | m. t.      |
| 9  | Frank Hoste        | Fagor                       | m. t.      |
| 10 | Dag-Erik Pedersen  | Ariostea                    | m. t.      |